# Tapered Fiber
Eine Tapered Fiber ist eine Glasfaser mit einem extrem kleinen Durchmesser. Zu ihrer Herstellung nimmt man eine normale Glasfaser und erhitzt sie lokal, etwa mit einem Brenner oder mit einem Kohlendioxidlaser. Dabei wird die Faser an ihren Enden auseinandergezogen, so dass sie dünner und länger wird. Hat die ursprüngliche Faser noch einen Durchmesser von typischerweise 125 μm, liegt der Durchmesser der gezogenen Faser nur noch im Bereich von 0,5 bis 5 μm. Typische gezogene Fasern gehen dabei herstellungsbedingt über einen Übergangsbereich in die normale Faser über. Diese ermöglicht die einfache Einkopplung von Laserlicht in solche Fasern.
Bei einer gezogenen Faser gilt es die einzelnen Bereiche der Faser zu unterscheiden. Eine normale Faser besteht aus einem Kern mit hohem Brechungsindex, der von einem Mantel mit geringerem Brechungsindex umgeben ist. Der Kern mit einem Durchmesser von typischerweise 8 μm führt dabei das Licht in seinem Inneren als Lichtwellenleiter. In der gezogenen Faser ist hingegen der Durchmesser wesentlich kleiner als die Wellenlänge des Lichts. Deshalb wird das Licht nicht im Kern, sondern im Mantel geleitet.
Solche Fasern sind in der letzten Zeit vermehrt Gegenstand der Forschung geworden, da sie die Erzeugung von Weißlicht (Superkontinuum) ermöglichen. Koppelt man nämlich einen Lichtimpuls geringer Dauer, etwa aus einem Femtosekundenlaser, in eine solche Faser ein, findet man eine hohe Leistung auf einer kleinen Fläche. Durch die dadurch entstehenden hohen Intensitäten können nichtlineare Prozesse angeregt werden, die zu einer Verbreiterung des Spektrums führen. Dieses Weißlicht kann für Frequenzkammgeneratoren, die optische Kohärenztomographie, Lidar und die Multiphotonenmikroskopie eingesetzt werden.